# Tostão
Eduardo Gonçalves de Andrade (känd som Tostão), född 25 januari 1947 i Belo Horizonte, Brasilien, är en före detta professionell fotbollsspelare.
Som majoriteten av brasilianska fotbollsspelare fick han ett smeknamn tidigt i sin karriär. Tostão var en intelligent forward som spelade för den brasilianska klubben Cruzeiro EC och formade ett farligt anfallspar med Pelé i landslaget som vann VM 1970. Efter VM-turneringen spelade han för Vasco da Gama.
Tostão bildade i VM i Mexiko 1970 ett fyrmannaanfall tillsammans med Jairzinho, Pelé och Rivelino i det brasilianska lag som blev världsmästare. Han spelade även en match i VM 1966. Totalt gjorde Tostão 32 mål på 54 landskamper mellan 1966 och 1972.
På klubblagsnivå spelade Tostão för Cruzeiro och Vasco da Gama fram till 1973, då han avslutade karriären efter en ögonskada, 26 år gammal. Efter den aktiva karriären har han arbetat som journalist och tv-kommentator.